# Phytomyza leucocephala
Phytomyza leucocephala este o specie de muște din genul Phytomyza, familia Agromyzidae. A fost descrisă pentru prima dată de Johann Wilhelm Meigen în anul 1830. Conform Catalogue of Life specia Phytomyza leucocephala nu are subspecii cunoscute.